# Agence nationale pour l'emploi (Bénin)
Pour les articles homonymes, voir ANPE (homonymie) et Agence nationale pour l'emploi (homonymie).
L’Agence nationale pour l'emploi (ANPE) est un établissement public béninois à caractère social, doté de la personnalité morale et jouissant de l’autonomie financière consacrée par le décret N°2003-224 du 07 Juillet 2003, portant approbation des statuts de l’Agence et était inscrite au Programme d’Actions du Gouvernement (PAG2). Sa principale mission est de contribuer à l’élaboration et à la mise en œuvre de la politique nationale de l’emploi.

## Fonctionnement
Les Antennes Régionales créées dans les chefs-lieux des départements territoriaux du Bénin sont, à travers les divers guichets d’accueil, d’écoute, de conseils et d’orientation ainsi que les espaces d’information multifonctionnels qu’ils offrent. Elles sont aussi les relais du FNPEEJ dans leurs localités respectives.

## Directeurs successifs
Urbain Amegbedji, 2016 à nos jours .
Maixent Djeigo de 2010 à 2016.